# ミレトスのイシドロス
ミレトスのイシドロス（ギリシア語: Ισίδωρος της Μιλήτου, 生没年不明）は、東ローマ帝国の数学者および建築家。トラレスのアンテミオスとともにハギア・ソフィア大聖堂の建築家として知られる。はじめ幾何学を専門とする数学者であったが、のちに建築を専門とした。ハギア・ソフィア大聖堂のドームを再建した小イシドロスの叔父である。